# Ватсон (Арканзас)
Ватсон (англ. Watson) — місто (англ. city) в США, в окрузі Діша штату Арканзас. Населення — 185 осіб (2020).

## Географія
Ватсон розташований на висоті 45 метрів над рівнем моря за координатами 33°53′38″ пн. ш. 91°15′26″ зх. д. / 33.89389° пн. ш. 91.25722° зх. д. (33.893851, -91.257271).  За даними Бюро перепису населення США в 2010 році місто мало площу 0,53 км², уся площа — суходіл. В 2017 році площа становила 0,47 км², уся площа — суходіл.

## Демографія
Згідно з переписом 2010 року, у місті мешкало 211 особа в 88 домогосподарствах у складі 62 родин. Густота населення становила 396 осіб/км².  Було 103 помешкання (193/км²). 
Расовий склад населення:
| - 68,2 % — білих - 29,9 % — чорних або афроамериканців |

До двох чи більше рас належало 0,9 %. Іспаномовні складали 1,4 % від усіх жителів.
За віковим діапазоном населення розподілялося таким чином: 24,6 % — особи молодші 18 років, 55,0 % — особи у віці 18—64 років, 20,4 % — особи у віці 65 років та старші. Медіана віку мешканця становила 45,8 року. На 100 осіб жіночої статі у місті припадало 97,2 чоловіків;  на 100 жінок у віці від 18 років та старших — 89,3 чоловіків також старших 18 років.
Середній дохід на одне домашнє господарство  становив 37 132 долари США (медіана — 21 250), а середній дохід на одну сім'ю — 57 733 долари (медіана — 36 071). За межею бідності перебувало 19,6 % осіб, у тому числі 6,3 % дітей у віці до 18 років та 23,1 % осіб у віці 65 років та старших.
Цивільне працевлаштоване населення становило 48 осіб. Основні галузі зайнятості: публічна адміністрація — 31,3 %, освіта, охорона здоров'я та соціальна допомога — 27,1 %, транспорт — 16,7 %, фінанси, страхування та нерухомість — 8,3 %.
За даними перепису населення 2000 року у Ватсоні проживало 288 осіб, 78 сімей, налічувалося 113 домашніх господарств і 125 житлових будинків. Середня густота населення становила близько 576 осіб на один квадратний кілометр. Расовий склад Ватсона за даними перепису розподілився таким чином: 72,57% білих, 24,65% — чорних або афроамериканців, 0,69% — корінних американців, 0,69% — вихідців з тихоокеанських островів, 1,39% — представників змішаних рас.
Із 113 домашніх господарств в 25,7% — виховували дітей віком до 18 років, 48,7% представляли собою подружні пари, які спільно проживали, в 12,4% сімей жінки проживали без чоловіків, 30,1% не мали сімей. 28,3% від загального числа сімей на момент перепису жили самостійно, при цьому 17,7% склали самотні літні люди у віці 65 років та старше. Середній розмір домашнього господарства склав 2,55 особи, а середній розмір родини — 3,10 особи.
Населення міста за віковим діапазоном за даними перепису 2000 року розподілилося таким чином: 24,0% — жителі молодше 18 років, 7,3% — між 18 і 24 роками, 19,8% — від 25 до 44 років, 26,0% — від 45 до 64 років і 22,9% — у віці 65 років та старше. Середній вік мешканця склав 44 роки. На кожні 100 жінок у Ватсоні припадало 94,6 чоловіків, у віці від 18 років та старше — 87,2 чоловіків також старше 18 років.
Середній дохід на одне домашнє господарство в місті склав 17 143 долара США, а середній дохід на одну сім'ю — 33 889 доларів. При цьому чоловіки мали середній дохід в 30 625 доларів США на рік проти 15 313 доларів середньорічного доходу у жінок. Дохід на душу населення в місті склав 13 631 долар на рік. 22,6% від усього числа сімей в окрузі і 25,8% від усієї чисельності населення перебувало на момент перепису населення за межею бідності, при цьому 40,5% з них були молодші 18 років і 23,0% — у віці 65 років та старше.